# NGC 1309

صورة من تلسكوب هابل الفضائي للمجرة إن جي سي 1309، عن ناسا/ايسو.

NGC 1309

إن جي سي 1309 في الفلك (بالإنجليزية: NGC 1309) هي مجرة حلزونية تبعد عن الأرض
نحو 120 مليون سنة ضوئية وترى في كوكبة النهر. ويبلغ قطر تلك الكجة نحو 75.000 سنة ضوئية، أي نحو 3/4 قطر مجرتنا مجرة درب التبانة المقدر بنحو 100.000 سنة ضوئية. ويصنف شكلها بالنوع SA(s)bc مما يعني أنها تتكون من أذرع منحنية قليلا ولا تحوي حلقات.
يمكن رؤية مناطق هيدروجين II فيها وهي مناطق ينشط فيها تكوّن نجوم جديدة وتوجد تلك المناطق في الأذرعة الحلزونية. واما الحوصلة الصفراء التي تتمركزها فهي تحوي نجوم قديمة معمرة. وتعتبر المجرة إن جي سي 1309 واحدة من أكثر من 200 مجموعة مجرات تسمي «مجموعة النهر» Eridanus Group.

## الصورة
الصورة المقابلة تتكون من عدة صور ألتقطها تلسكوب هابل الفضائي لمدة إجماليو 25 ساعة خلال شهري أغسطس وسبتمبر عام 2005 مع استخدام الأنظمة الفوتوغرافية للمرشحات: B (أزرق: 435 نانومتر)، وV (ضوء مرئي: 555 نانومتر) وI (أشعة تحت الحمراء: 814 نانومتر). وتبلغ مساحة الصورة المربعة 2.9 في 2.9 دقيقة قوسية من صفحة السماء، أي نحو 100.000 سنة ضوئية لطول الضلع.
ملحوظة: المجرات الصغيرة الظاهرة في الصورة ليست تابعة للمجرة إن جي سي 1309 وإنما مجرات أخرى في خلفيتها.

## مستعر أعظم2002fk
اكتشف المستعر الأعظم SN 2002fk من العالمين الفلكيين بالمشاركة رايكي كوشيدا من مرصد ياتسوجاتاكي الجنوبي في اليابان ويون-جي وانج ويو-لاي كيو من مرصد بيكين للرصد الفلكي بالصين.
عندما اكتشف المستعر الأعظم كان قدره الظاهري ~15.0، وقد قدر بأنه قد مر بمرحلة أقصى تألقا تصل إلى ~13.0 قبل أن ينخفض ضياؤه. ويعتبر المستعر إن سي 2002 إف كي من التصنيف مستعر أعظم، نوع 1أ، أي أن النجم المنفجر كان قزما أبيضا. والأقزام البيضاء هي عبارة عن نجوم معمرة تكاد تكون قد استنفذت كل وقودها من الهيدروجين والهيليوم. ولا يبدي طيف المستعر الأعظم 2002 إف كي خطوط طيفللهيدروجين أو الهيليوم أو الكربون، وإنما
للأيونات
الكالسيوم والسيليكون والحديد والنيكل.

## اهميتها
تشير الدراسات التي تجريها كلية الفيزياء بجامعة توبنغن بألمانيا على سرعة دوران المجرة إن جي سي 1309 بين عامي 2002 و2005 إلى وجود مادة مظلمة تمسك المجرة، نظرا لزيادة سرعة دورانها بالنسبة لما فيها من مادة عادية. 

## وصلات خارجية
- Hubble Space Telescope
- Supernova SN 2002fk
- SIMBAD Query
- SEDS
- NASA/IPAC Extragalactic Database

## اقرأ أيضا
- مجرتي الفئران
- مستعر أعظم SN 1994D
- انفجار أشعة غاما 971214
- انفجار أشعة غاما 060218
- انفجار أشعة غاما 080319ب
- انفجار أشعة غاما
- مستعر أعظم 1987 أي
- مستعر أعظم
- مستعر أعظم II
- مستعر أعظم نوع Ia
- انفجار أشعة غاما 090423
- انفجار بتهوفن GRB 991216
- إن جي سي 457